# Cessey-sur-Tille
Cessey-sur-Tille é uma comuna francesa na região administrativa da Borgonha-Franco-Condado, no departamento de Côte-d'Or. Estende-se por uma área de 11,49 km². Em 2010 a comuna tinha 625 habitantes (densidade: 54,4 hab./km²).